# Békés Itala
Békés Itala (Debrecen, 1927. március 23. – Budapest, 2025. január 13.) Kossuth- és Jászai Mari-díjas magyar színésznő, érdemes és kiváló művész. Apja Békés István író, műfordító, művelődéstörténész, nővére Békés Rita Jászai Mari-díjas színésznő, ikertestvére Békés András Kossuth-díjas rendező. 

## Életpályája
Édesanyja, az olasz származású Rita Furlani színésznő Berlinben ismerte meg édesapját Békés Istvánt, a Star Filmgyár dramaturgját. Első gyermekük Putyika. Hamarosan ikreik születtek: Rita és Öcsi. Putyi kétéves korában meghalt, amikor a kisfiú megitta a lúgkövet, melyet a mosónő a konyhában felejtett. Öcsit nyolc hónaposan tüdőgyulladás vitte el. 1927-ben ismét ikrek születtek a családban, András és Itala.
Női szabónak tanult, és az érettségije mellé szakmájából mestervizsgát is tett. Főiskolai tanulmányait 1950-ben végezte. 1947 és 1956 között játszott az Úttörő Színházban, az Ifjúsági Színházban, a Honvéd Színházban, a Magyar Néphadsereg Színházában és a Jókai Színházban is. 1957-ben fivérével az Egyetemi Színpadon nagysikerű pantomim előadást tartottak, majd „Ujjé mozi” címmel pantomimikus lírai burleszk számukkal vendégszerepeltek Pozsonyban, Karlovy Varyban. 1957-ben szerződött a Vidám Színpadhoz, 1958-tól pedig a Madách Színház tagja volt.
1969-ben Egyszemélyes Színházat hozott létre, amelyben kabaréval, monodrámával aratott sikert, valamint külföldön is vendégszerepelt. A Nő!? című produkcióját több mint ezerszer adta elő. Társastáncot tanító lemezei jelentek meg: Táncoljunk sirtakit (1966);  Táncoljunk Hoppel – Poppelt (1967).
1992-ben létrehozta művészi képességfejlesztő Gondolatiskoláját, amely 2005-ig eredményesen működött.
Írással is foglalkozott, önéletrajzi könyve először 1993-ban jelent meg, Hogyan lettem senki címmel. A kötetet harmadszor, már bővített kiadással 2022-ben adták ki.

### Magánélete
Budapesten, a Gellért-hegyen élt.

## Színpadi szerepeiből
- Nemecsek (Molnár F.–Török T.: A Pál utcai fiúk)
- Ariel (Shakespeare: A vihar)
- Eszter (Tamási Áron: Énekes madár)
- Dorine (Molière: Tartuffe)
- Blanche (Slade: Romantikus komédia)
- Frederika (Bródy Sándor: Szerető)
- Jente (Joseph Stein – Jerry Block – Sheldon Harnick: Hegedűs a háztetőn)
- Eleanor (Ellie) Rheingold (D. R. Wilde: Mennyből az angyal)
- Cs. Bruckner Adelaida (Örkény István: Macskajáték)

## Filmjei

### Játékfilmek
- Kis Katalin házassága (1950)
- Keserű igazság (1956)
- Mese a 12 találatról (1956)
- Éjfélkor (1957)
- Csigalépcső (1957)
- Micsoda éjszaka (1958)
- Vasvirág (1958)
- Szerelem csütörtök (1959)
- Kölyök (1959)
- A megfelelő ember (1960)
- Jó utat, autóbusz! (1961)
- Felmegyek a miniszterhez (1962)
- Angyalok földje (1962)
- Germinal (1963)
- A pénzcsináló (1964)
- Özvegy menyasszonyok (1964)
- Kár a benzinért (1964)
- Nem (1965)
- Fügefalevél (1966)
- Szentjános fejevétele (1966)
- Tanulmány a nőkről (1967)
- Sziget a szárazföldön (1969)
- Hekus lettem (1972)
- Fuss, hogy utolérjenek! (1972)
- Tűzoltó utca 25. (1973)
- A vörös grófnő (1985)
- Keserű igazság (1986)
- Megdönteni Hajnal Tímeát (2014)
- Testről és lélekről (2017)
- Űrpiknik (2021)

### Tévéfilmek
- Kodály Zoltán: Háry János (1962)
- Kakuk Marci nagy szerencséje (1966)
- A csodálatos vargáné (1968)
- Bors (1968)
- Sose fagyunk meg (1970)
- Névtelen csillag (1971)
- Ármány és szerelem (1972)
- Heten, mint a gonoszok (1972) – Sándorné
- Nincs többé férfi (1974)
- Abigél 1-4. (1978)
- Istenek és szerelmesek (1981)
- Ők tudják mi a szerelem (1983)
- Idegenek (1985)
- Linda (1986)
- Micike és az Angyalok (1987)
- Szomszédok (1987)
- Pasik (2001)
- Csoda Krakkóban (2004)
- Hóesés a Vízivárosban (2004)

## Könyvei
- Hogyan lettem senki? (1993, 2007, 2022) ISBN 9636025843
- Olvasd a buszon! (2008) ISBN 9789634464822
- Égi játszótársak (2012) ISBN 9789634466710
- Hogyan lettem senki?; 3. bőv. kiad.; Magvető, Budapest, 2022 (Tények és tanúk)

## Lemezei
- Táncoljunk sirtakit (1966)
- Táncoljunk Hoppel – Poppelt (1967).
- Szaltó mortále – Ha még egyszer 80 éves lehetnék (2017)

## Díjai, elismerései
- Jászai Mari-díj (1964)
- Érdemes művész (1982)
- A Magyar Köztársasági Érdemrend tisztikeresztje (1998)
- Kiváló művész (2006)
- Kossuth-díj (2010)
- Budapestért díj (2021)[10]